# Dangcagan
Dangcagan is een gemeente in de Filipijnse provincie Bukidnon op het eiland Mindanao. Bij de laatste census in 2007 had de gemeente ruim 21 duizend inwoners.

## Geografie

### Bestuurlijke indeling
Dangcagan is onderverdeeld in de volgende 15 barangays:
| - Barongcot - Bugwak - Dolorosa - Kapalaran - Kianggat - Lourdes - Macarthur - Miaray | - Migcuya - New Visayas - Osmeña - Poblacion - Sagbayan - San Vicente |

## Demografie
Dangcagan had bij de census van 2007 een inwoneraantal van 21.254 mensen. Dit zijn 2.397 mensen (12,7%) meer dan bij de vorige census van 2000. De gemiddelde jaarlijkse groei komt daarmee uit op 1,66%, hetgeen lager is dan het landelijk jaarlijks gemiddelde over deze periode (2,04%). Vergeleken met de census van 1995 is het aantal mensen met 4.594 (27,6%) toegenomen.

De bevolkingsdichtheid van Dangcagan was ten tijde van de laatste census, met 21.254 inwoners op 422,69 km², 50,3 mensen per km².